# Oh My Darling, Clementine

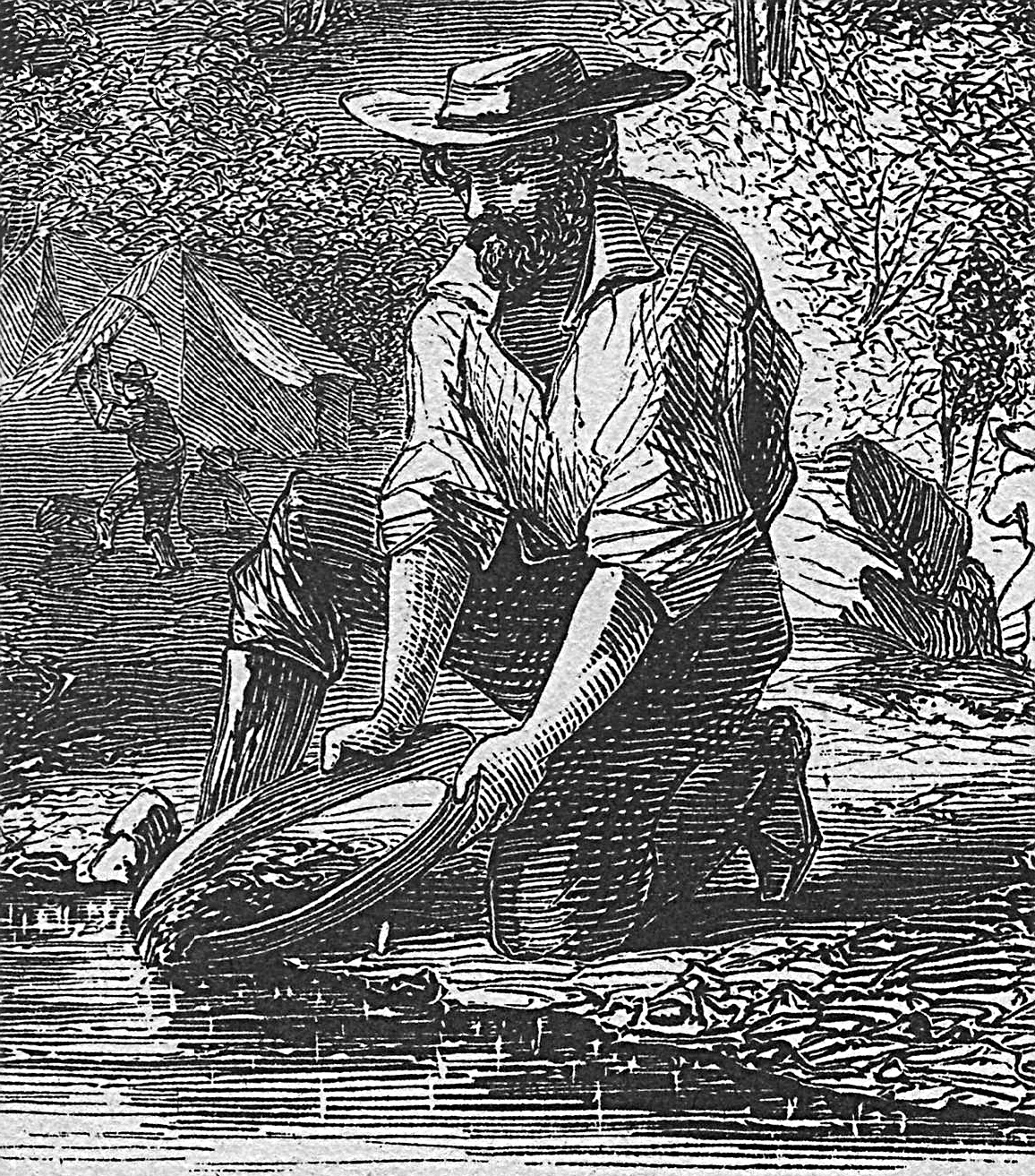
Jeden z poszukiwaczy z czasów kalifornijskiej gorączki złota z roku 1849 (ang. Miner "forty niner"), o którym m.in. opowiada ta piosenka

Oh My Darling, Clementine – amerykańska pieśń ludowa typu western folk ballad.
Jej autorstwo przypisywane jest zwykle Percy’emu Montrose’owi, który opublikował ją pod tym tytułem w 1884 a czasami także Barkerowi Bradfordowi, który w 1885 opublikował trochę inną, wcześniejszą jej wersję pt. Clementine. Niektórzy znawcy tematu sądzą, że bazę tej piosenki stanowiła dość podobna pieśń Down by the River Liv'd a Maiden stworzona przez H.S. Thompsona w 1863.
Znanych jest kilka wersji tej pieśni.
W Polsce pieśń znana głównie za sprawą kreskówki Hanna-Barbera pt. Pies Huckleberry. W serialu tytułowy bohater często nucił refren. Zależnie od wersji tłumaczenia (istniała wersja z lektorem oraz dwie dubbingowane) piosenka była cytowana w oryginale lub z polskim tekstem.

## Tekst liryki
In a cavern, in a canyon,
Excavating for a mine
Dwelt a miner forty niner,
And his daughter Clementine
Oh my darling, oh my darling,
Oh my darling, Clementine!
you are lost and gone forever
Dreadful sorry, Clementine
Light she was and like a fairy,
And her shoes were number nine,
Herring boxes, without topses,
Sandals were for Clementine.
Oh my darling, oh my darling,
Oh my darling, Clementine!
Thou art lost and gone forever
Dreadful sorry, Clementine
Drove she ducklings to the water
Ev'ry morning just at nine,
Hit her foot against a splinter,
Fell into the foaming brine.
Oh my darling, oh my darling,
Oh my darling, Clementine!
you are lost and gone forever
Dreadful sorry, Clementine
Ruby lips above the water,
Blowing bubbles, soft and fine,
But, alas, I was no swimmer,
So I lost my Clementine.
Oh my darling, oh my darling,
Oh my darling, Clementine!
Thou art lost and gone forever
Dreadful sorry, Clementine
How I missed her! How I missed her,
How I missed my Clementine,
But I kissed her little sister,
I forgot my Clementine.
Oh my darling, oh my darling,
Oh my darling, Clementine!
Thou art lost and gone forever
Dreadful sorry, Clementine